# EZ mini
EZ mini是一款由盛大网络和Mitac共同开发的掌上网络娱乐终端，它兼具掌上电脑和掌上游戏机的功能，具有音乐、游戏、电影、电子书等功能和应用
EZ mini于2005年10月17日在北京中华世纪坛召开新闻发布会发布。该产品的网络游戏以及互动娱乐内容由盛大网络提供，产品的硬件由神达设计及开发并基于英特尔XSCale技术平台，盛大网络与神达电脑集团旗下宇达电将共同负责EZ Mini的全球市场行销工作。
EZ mini是全球首款掌上网络娱乐终端产品，也是中国第一款正式发布的具备掌上游戏机功能的设备。

## 主要技术参数
- 商品名：EZ mini
- 大小：长65mm，宽128mm，高19.5mm
- 重量：约142克
- CPU：Intel PXA270架构 主频 416MHz
- 内存：64MB
- 自带DRAM：64MB
- 显示屏：2.7英寸 带触摸屏的半反透式的LCD显示，240*320分辨率 ，262K色彩
- 外部存储：支持SD和MMC
- 电池：1800Mah的锂电池
- 无线连接：
  - Bluetooth 1.2标准
  - WLAN 802.11b（蓝牙和WLAN能同时工作）
- 输入输出：
  - 扬声器：内置3D环绕立体声 高功率扬声器（0.8W*2）
  - 耳机：3.5毫米迷你插座（带麦克风）
  - USB：支持Mini USB 2.0，用于高速数据传输

## EZ mini支持内容
- 音乐：
  - MP3、WMA
- 游戏：
  - 网络游戏：盛大《传奇世界》、《梦幻国度》等大型多人在线游戏
  - 模拟器游戏：《泡泡龙》、《龙神》等著名经典游戏2000多款
- 影像
  - DIVX、 MPEG4、WMV
- 电子书
  - HTML、PDB、TXT